# Bitwa morska pod Laiazzo (1294)
Bitwa morska pod Laiazzo (zwana też bitwą pod Ayas) – starcie zbrojne, które miało miejsce w roku 1294 w trakcie walk Genueńczyków z Wenecjanami.
Starcie zakończyło się zwycięstwem Genueńczyków dowodzonych przez Spinolę nad liczniejszą flotą wenecką.